# میداپ
میداپ (به انگلیسی: Middop) یک روستا و محله مدنی در بریتانیا است که در Ribble Valley واقع شده‌است. میداپ ۴۳ نفر جمعیت دارد.